# 박세현 (야구 선수)
박세현(2006년 1월 21일 ~ )은 KBO 리그 롯데 자이언츠의 투수이다.

## 롯데 자이언츠시절
2025년에 입단하였다. 2025년 4월 6일 두산 베어스와의 경기에 구원 등판하며 데뷔 첫 경기를 치렀고, 경기에서 1.1이닝 3피안타(1피홈런) 2탈삼진 1피안타 2실점을 기록했다.

## 출신 학교
- 서울중화초등학교
- 상명중학교
- 청원고등학교(전학) -> 배명고등학교(졸업)